# The Button (DC Comics)
The Button (em português: O Bóton) é um crossover entre revistas em quadrinhos, publicado originalmente nos Estados Unidos em 2017 pela DC Comics. O arco foi mostrado nos títulos do Batman e do Flash, sendo parte importante e desenvolvedora para a minissérie Doomsday Clock. O argumento foi escrito por Joshua Williamson e Tom King com arte de Jason Fabok e Howard Porter.
A história foi dividida em quatro partes, entre o fim de abril e o começo de maio de 2017, nas edições #21 e #22 das HQs Batman e The Flash. Com isso, a DC celebra o primeiro ano de Rebirth ("Renascimento") com as explicações de como o button smiley do Comediante foi parar na batcaverna, como mostrado em maio de 2016 no especial DC Universe: Rebirth.
Em português, as 4 revistas da saga foram lançadas no Brasil em um encadernado, em capa comum e em capa dura, pela editora Panini Comics com pré-venda anunciada para abril de 2018.

## Resenha

### Antecedentes
No final da edição especial DC Universe: Rebirth, Wally West I é retirado da Força de Aceleração por Barry Allen. Wally começa a suspeitar que sua prisão não foi causada apenas pelo Ponto de Ignição ("Flashpoint") que deu origem aos Novos 52 e também por uma força ainda maior. No mesmo momento, em outro lugar, Batman encontra na batcaverna, o button do Comediante de Watchmen. As últimas páginas da HQ fazem uma alusão que foi o Doutor Manhattan que causou os eventos do reboot dos Novos 52.
Em The Flash #9, a interação entre o Wally West (Pré-Novos 52) e o novo Wally West dos Novos 52 desencadeiam uma perturbação na força de aceleração, que faz com que Barry tenha uma visão estranha. Na visão, Barry vê Eobard Thawne e o capacete com asas do Flash Jay Garrick. Em The Flash #19, um misterioso raio azul atinge Eobard Thawne quando ele estava em Iron Heights, restaurando-o para sua versão Pré-Novos 52 e trazendo junto as memórias de Thomas Wayne assassinando-o como mostrado no Ponto de Ignição.

### Argumento principal
A história começa na Batcavena, onde Batman estuda sem sucesso o mistério por trás do button do Comediante. Ao colocá-lo acidentalmente ao lado da máscara do Pirata Psíquico, surge uma fagulha que abre uma fenda entre os mundos. Batman fica por um instante, frente a frente com seu pai, Thomas Wayne, o Batman do Universo Flashpoint. Thomas some, mas a fagulha abre uma porta que permite que Eobard Thawne, o Flash Reverso (morto desde 2011, quando foi assassinado por Thomas Wayne) retorne. Enquanto aguarda a chegada do Barry Allen, Batman é visitado e brutalmente espancado por Eobard Thawne, que ainda destrói a carta de Thomas como vingança. Ao tocar o botton, o Flash Reverso desaparece, mas acaba voltando alguns segundos depois, todo mutilado e volta a morrer.
Barry chega na batcaverna e encontra o Batman entre a vida e a morte e também o que restou do corpo de Thawne. Após uma recuperação parcial, Bruce com a ajuda do Flash, usam a esteira cósmica para acessar outras realidades e descobrir o mistério por trás do button, de quem matou Thawne e quem está manipulando a realidade do universo dos Novos 52. Ao entrar no fluxo-temporal (também chamado de hiper-tempo), eles testemunham momentos do Universo DC Pré-Flashpoint, como a origem da Liga da Justiça original assim como as cenas de Identity Crisis ("Crise de Identidade") e Crisis on Infinite Earths ("Crise nas Infinitas Terras").
Flash e Batman usando a esteira cósmica chegam ao universo do Flashpoint, e Bruce conhece seu pai Thomas Wayne, o Batman desse universo. O encontro dos dois é interrompido por um ataque à batcaverna combinado dos atlantes e das amazonas. Enquanto Bruce e Thomas lutam contra os invasores, Barry reconstrói a esteira cósmica para que ambos possam fugir daquele universo, só que Thomas decide ficar e sacrificar-se para permitir que Bruce e Barry voltem para sua verdadeira linha do tempo.
Enquanto voltam do universo Flashpoint através do fluxo temporal, Batman e Flash encontram o Flash Reverso antes da sua morte pelas mãos da entidade misteriosa. Mas a dupla não consegue convencer o vilão do terrível destino que lhe aguarda. No vórtice do hiper-tempo, uma voz misteriosa pede ajuda a Barry e se identifica como Jay Garrick, só que Allen não consegue resgatá-lo, pois o mesmo é puxado de volta por uma força misteriosa. Barry e Bruce voltam a batcaverna e buscam entender os eventos que testemunharam. No final da história, o button é recuperado por uma mão azul, presumivelmente, do Doutor Manhattan de Watchmen.

## Publicação original
Em novembro de 2016, o publisher da DC Comics, Dan DiDio, revelou que "Batman e Flash vão trabalhar juntos no mistério do button do Smiley Face ensanguentado, encontrado dentro da bat-caverna no especial". Em fevereiro de 2017, a editora deu mais detalhes sobre a minissérie, revelando que a história seria dividida em quatro partes, entre o fim de abril e o começo de maio, nas edições #21 e #22 das revistas Batman e The Flash. As capas foram desenhadas por Jason Fabok e tiveram tratamento lenticular.

### Edições
| Título    | Edições | Escritor(es)                | Artista(s)    | Notas        | Ref.          |
| --------- | ------- | --------------------------- | ------------- | ------------ | ------------- |
| Batman    | #21–22  | Tom King, Joshua Williamson | Jason Fabok   | Partes 1 & 3 | [ 13 ] [ 14 ] |
| The Flash | #21–22  | Joshua Williamson           | Howard Porter | Partes 2 & 4 | [ 15 ] [ 16 ] |

### Coletâneas
O crossover foi compilado pela DC Comics em uma edição de luxo com capa dura em outubro de 2017.
- Batman/The Flash: The Button Deluxe Edition (coletando Batman #21–22, The Flash #21–22, 104 páginas, capa dura, 11 de outubro de 2017, ISBN 978-1401276447).[18]

## Publicação no Brasil
Conforme anúncio feito em março de 2018 pela Panini Comics no seu blog oficial, a edição brasileira do crossover chega às bancas entre o final de março e o início de abril. A saga traduzida como Batman/Flash: O Bóton sairá de duas formas, através de um encadernado de 108 páginas em capa cartão ("softcover") com miolo LWC e outro em capa dura ("hardcover") com miolo couché. O conteúdo das duas versões da edição será o mesmo: as histórias originalmente publicadas nos Estados Unidos em Batman 21–22 e em The Flash 21–22. Ambas versões terão capas variantes. A edição em capa dura contém como brinde um ímã especial inspirado na saga.